# Майоров, Сергей Арсеньевич
Серге́й Арсе́ньевич Майо́ров (5 (18) июля 1903 — 1973) — советский театральный режиссёр. Заслуженный деятель искусств АзССР (1934), заслуженный деятель искусств РСФСР (1954).

## Биография
Свой творческий путь Сергей Майоров начинал под руководством Всеволода Мейерхольда в ТиМе. В 1926 году он приступил к самостоятельной работе Бакинском рабочем театре, где был сначала очередным, затем главным режиссёром и художественным руководителем.
В 1937—1939 годах Майоров работал в Киевском русском драматическом театре. В 1939—1943 годах был главным режиссёром московского Театра Революции. В 1943 году, по возвращении театра из эвакуации, он был объединён с Московским драматическим театром; образовавшийся в результате слияния Московский театр драмы возглавил Николай Охлопков, а Сергей Майоров в том же году был назначен художественным руководителем Волгоградского драматического театра.
В 1946—1958 годах Майоров возглавлял Московский драматический театр (Театра на Малой Бронной); в 1957 году он был назначен художественным руководителем Театра им. Ленинского Комсомола, но не сумел справиться с кризисом, в который театр погрузился после смерти Ивана Берсенева и в 1960 году был отстранён от этой должности. С 1960 года — режиссёр Московского театра им. Н. В. Гоголя.
Похоронен на Ваганьковском кладбище в Москве, на 26 участке.

## Творчество

### Театральные постановки
Бакинский рабочий театр
- 1927 — «Мать» М. Горького
- 1928 — «Человек с портфелем» А. Файко
- 1928 — «Голос недр» В. Билль-Белоцерковского
- 1930 — «Темп» Н. Погодина
- 1930 — «Ярость» Яновского
- 1931 — «Страх» А. Афиногенова
- 1932 — «На Западе бой» В. Вишневского
- 1932 — «Мой друг» Н. Погодина
- 1933 — «Невеста огня» Джабарлы
- 1933 — «Любовь Яровая» К. Тренёва
- 1933 — «Отелло» У. Шекспира
- 1934 — «Гроза» А. Островского
- 1934 — «Маскарад» М. Лермонтова
- 1935 — «Оптимистическая трагедия» В. Вишневского
- 1936 — «Аристократы» Н. Погодина
- 1936 — «На дне» М. Горького
- 1937 — «Гибель эскадры» А. Корнейчука

Киевский русский драматический театр
- 1939 — «Павел Греков» Войтехова и Ленча

Театр Революции
- 1941 — «Мария Стюарт» Ф. Шиллера
- 1941 — «Питомцы славы» А. Гладкова
- 1942 — «Фронт» А. Корнейчука

Московский драматический театр (Театра на Малой Бронной)
- 1946 — «Поздняя любовь» А. Н. Островского
- 1947 — «Там, где не было затемнения» Семёнова
- 1947 — «Депутат» Л. Рахманова
- 1948 — «Чайка» по Бирюкову
- 1949 — «Девушка с кувшином» Лопе де Вега
- 1950 — «Южнее 38 параллели» Тхай Дян Чуна
- 1951 — «Братья» А. Салынского
- 1951 — «Канун грозы» Маляревского
- 1954 — «Мёртвая хватка» Д. Голсуорси
- 1955 — «Грач, птица весенняя» Мстиславского
- 1956 — «Человек с портфелем» А. Файко

Театр им. Ленинского комсомола
- 1957 — «Хлеб и розы» Салынского
- 1958 — «Пароход зовут „Орленок“» А. Галича
- 1959 — «Братья Ершовы» по Кочетову